# Lourinhã
Pour les articles homonymes, voir Lourinhã (homonymie).
Lourinhã est une ville portugaise dans le district de Lisbonne, située dans le sous-région de l'Ouest, dans la province de l'Estremadura.
C'est une municipalité de 146,06 km2 de superficie et de 25 735 habitants (en 2011), subdivisée en 11 freguesias. 
La municipalité est limitée au nord par les villes de Peniche et Óbidos, au nord-est par Bombarral, au sud-est par Cadaval et au sud par Torres Vedras.

## Histoire
La municipalité de Lourinhã est habitée depuis la Préhistoire. Le musée de Lourinhã possède des vestiges et des objets de la présence humaine dans la région depuis le Paléolithique, le Néolithique ainsi que le Chalcolithique. 
Il y a eu plusieurs vagues successives de présences de peuples dans la région. Selon certains, l'étymologie de Lourinhã viendrait d'une ville romaine Laurinianum. Pour d'autres, le nom vient du latin, dérivée de Laurius – Laurii qui signifie un laurier, cet arbre est aussi très présent dans la municipalité.
L'origine du village est liée à un chevalier français du nom de Jordan qui prit une part très active au siège de Lisbonne en 1147. Le roi Alfonso Henriques le gratifia de droits féodaux sur la région de Lourinhã, dont le nom serait alors dérivé de « Loire », région originaire de Jordan.

## Géographie

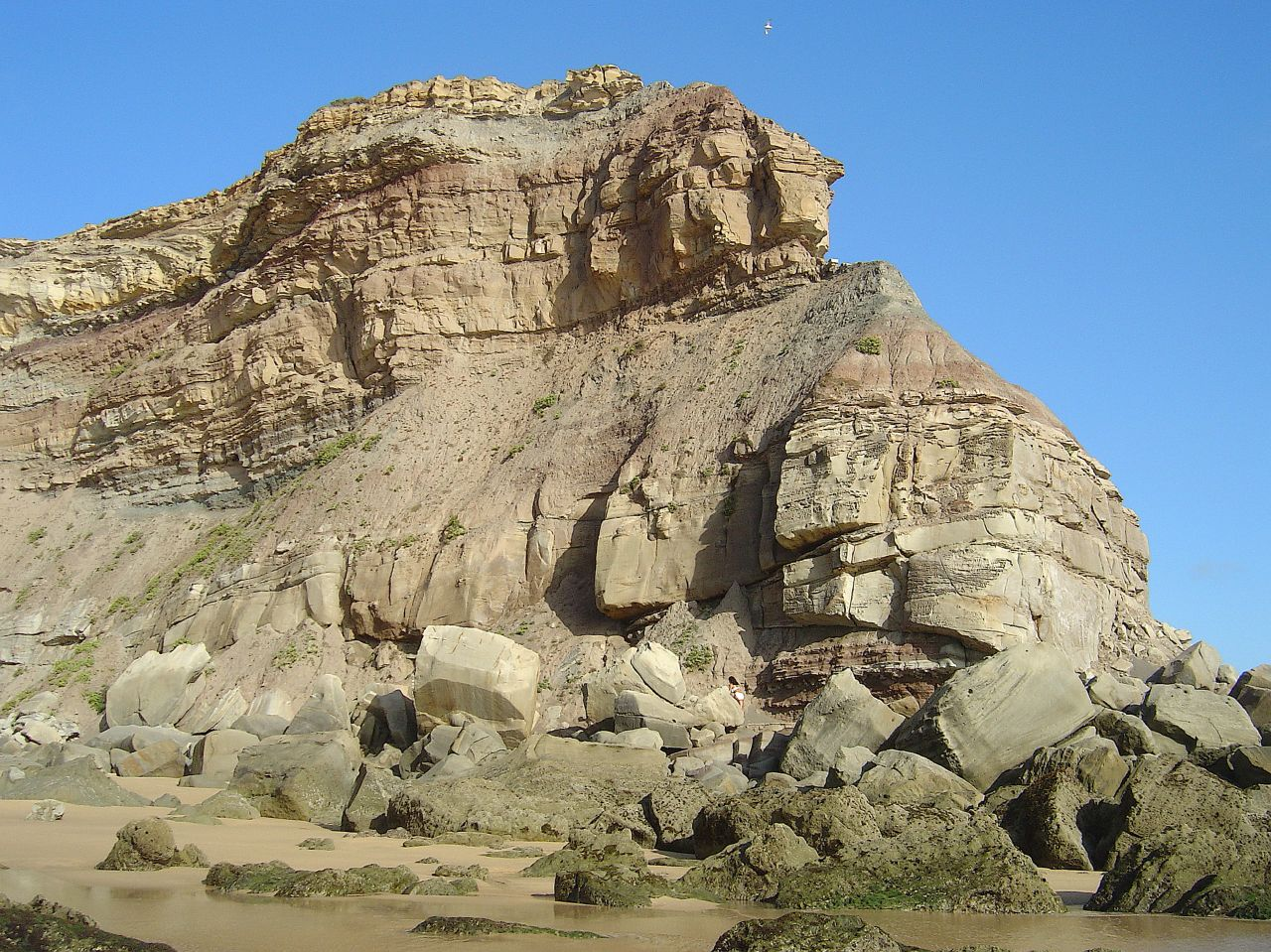
Falaise du Caniçal.

Avec sa superficie de 147,2 km2, la municipalité de Lourinhã est située à 65 kilomètres au nord de Lisbonne, elle se trouve dans la sous-région portugaise de l'Ouest et est bordée par 12 kilomètres de côte maritime. Elle est également située dans le district de Lisbonne ainsi que dans l'ancienne province de l'Estremadura littorale.
La municipalité est limitée au nord par le district de Leiria, par les villes de Peniche et d'Óbidos ainsi qu'au nord-est par celle de Bombarral. Du district de Lisbonne, la ville est limitée au sud-est par la municipalité de Cadaval, au sud par Torres Vedras et à l'ouest par l'océan Atlantique. 
Le territoire de Lourinhã est traversé par plusieurs rivières, le rio Grande, le rio Galvão, le rio de Atouguia ainsi que par le rio São Domingos, la ville possède aussi, avec la ville de Peniche, le barrage de São Domingos. Au nord, les côtes maritimes des freguesias de Lourihã, Atalaia et Ribamar sont plutôt rocheuses, elles sont composées de hautes roches, celles-ci sont aussi présentes dans la municipalité de Peniche (archipel des Berlengas et le cap Carvoeiro). 
Grâce à sa géologie, il est possible d'utiliser les terres de la municipalité pour cultiver de grands secteurs agricoles, environ 80 % de la municipalité de Lourinhã sont utilisés pour l'agriculture.

### Climat
La température moyenne de la municipalité de Lourinhã durant l'année est de 16 °C. Lourinhã possède deux types de climats, un climat océanique dû à sa proximité avec l'océan Atlantique, et un climat méditerranéen en été.
Durant l'été, les températures peuvent varier entre 24 °C et 38 °C, les nuits pendant l'été sont assez fraiches dans la région. L'hiver, les températures négatives sont assez rares, mais elles peuvent atteindre les −4 °C. La neige est très rare dans cette région, mais en 2005 et 2006 la municipalité fut touchée  par une chute de neige.
La freguesia de Lourinhã est souvent touchée par de fortes précipitations qui peuvent provoquent des inondations, principalement pendant l'automne. La ville fut touchée, ainsi que tout le centre-ville en 2007.

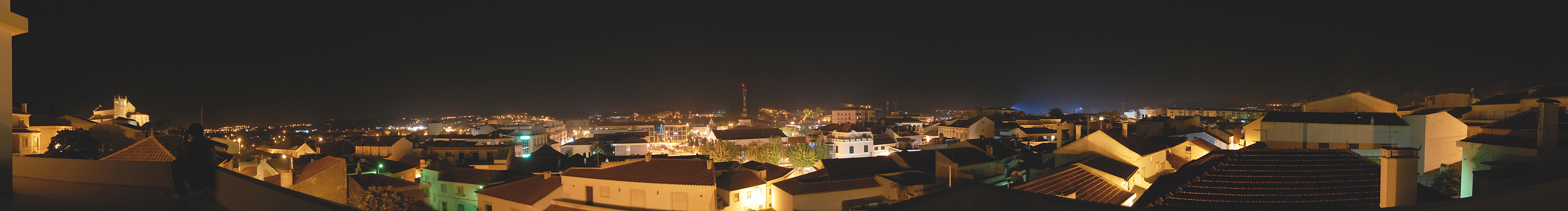
Vue sur le centre-ville de Lourinhã.

## Patrimoine

### Religieux
- Église du Convent Santo António
- Église Matriz da Lourinhã
- Chapelle de Notre-Dame des Anges (Lourinhã)
- Chapelle de São Sebastião (Lourinhã)

### Militaires et civils
- Château de Lourinhã
- Fort de Nossa Senhora dos Anjos de Paimogo : construit en 1674 pour défendre la plage du même nom ; d'architecture baroque, il est le seul exemple de fortification construit après la «Restauração» (retour à l'indépendance du Portugal en 1640) ; il perd son caractère militaire à la fin de la guerre contre l'Espagne et le Traité de Lisbonne en 1668. Le fort classé d'intérêt public en 1957. Il est en 2018 menacé d'éboulement en raison de l'érosion de la plage[2].

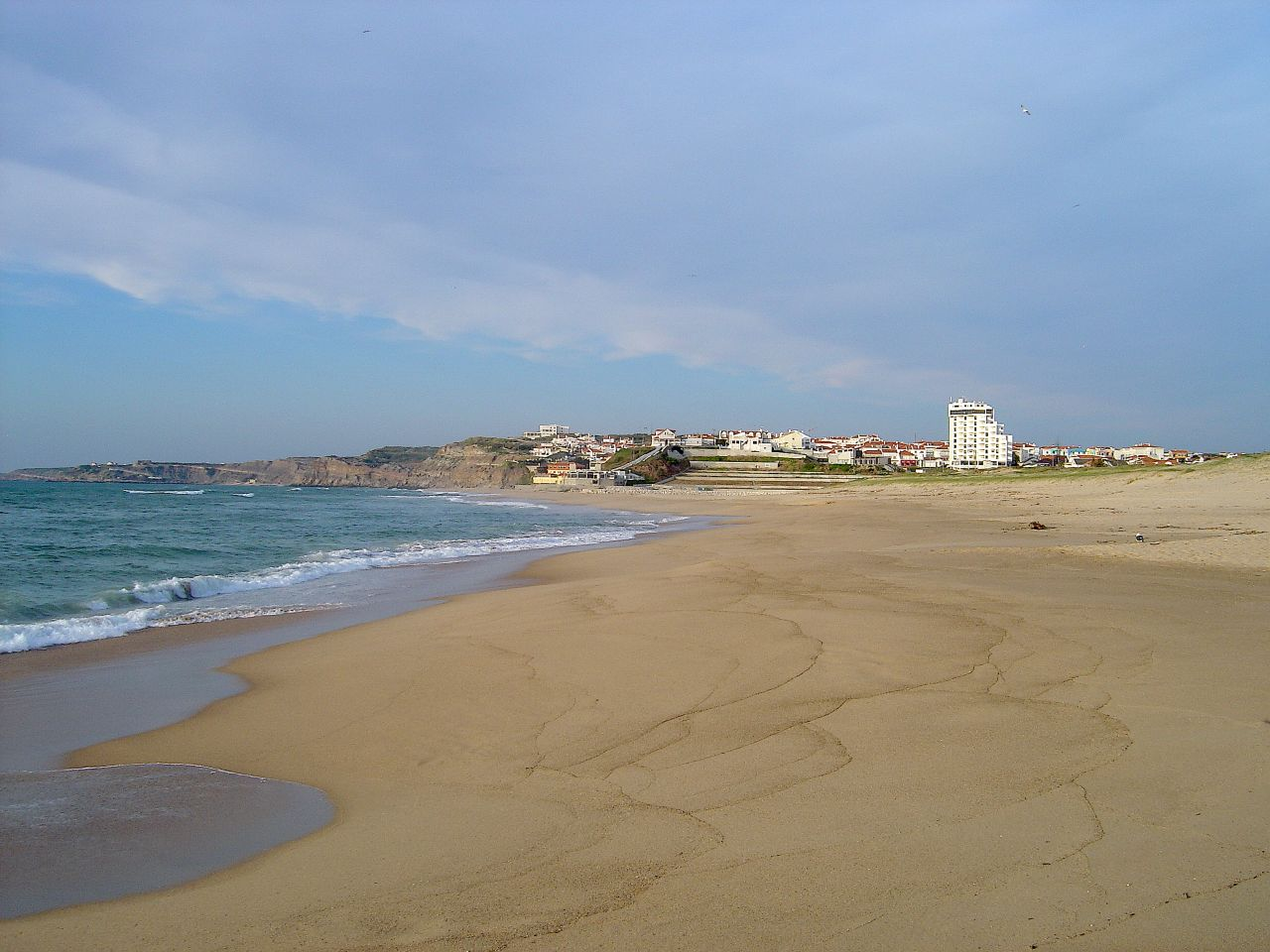
Praia de Areal
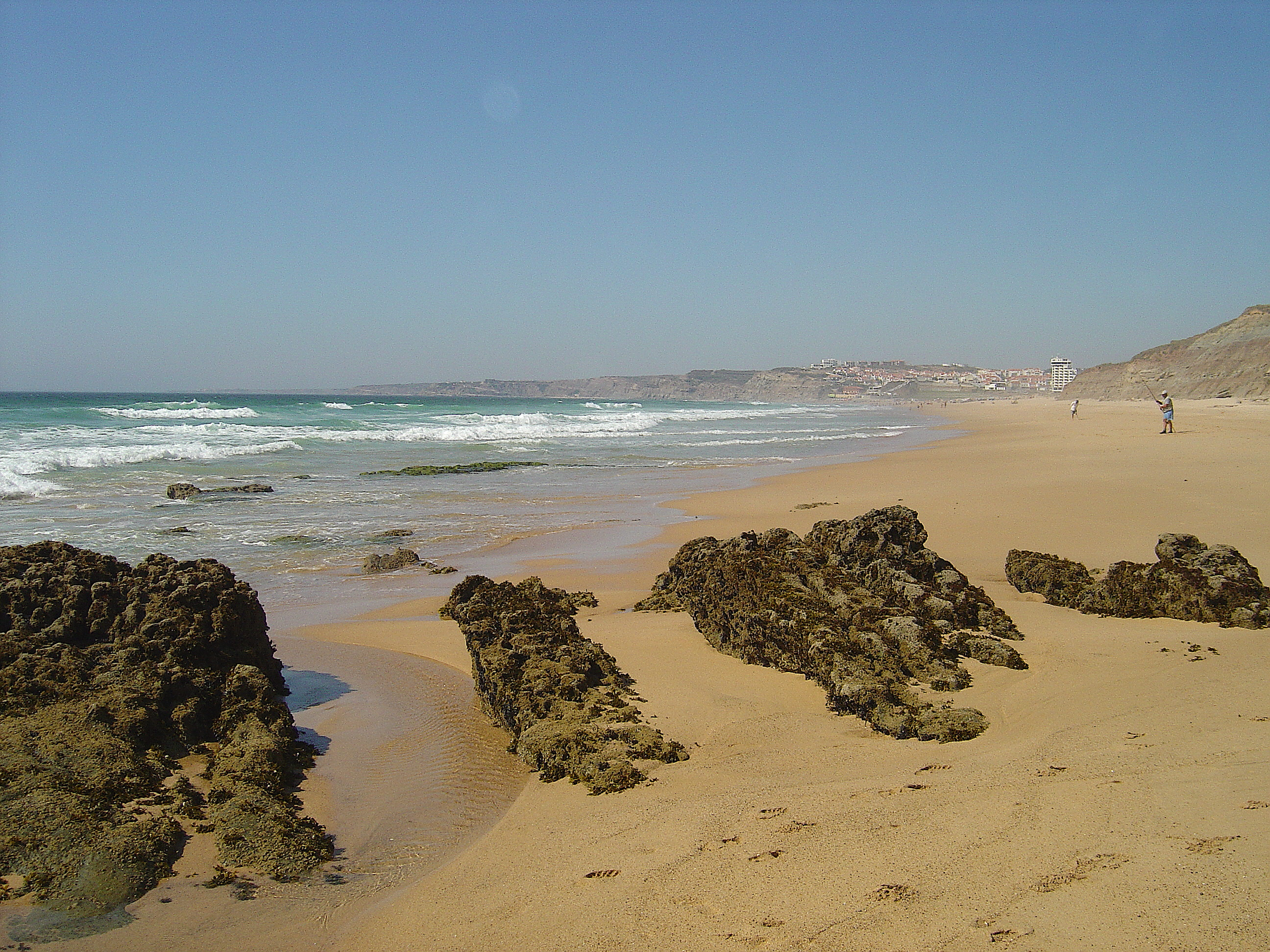
Praia do Areal Sul

## Politique

### Administration

#### Jumelages
La municipalité de Lourinhã est jumelée avec deux communes françaises : Écully, située en Rhône-Alpes, et qui compte 18 011 habitants et Deuil-la-Barre, située dans le Val-d'Oise et comptant 21 711 habitants, Lourinhã est jumelée avec cette commune depuis le 18 avril 2009. La municipalité est aussi jumelée avec la municipalité cap-verdienne de Sal, celle-ci possède 20 702 habitants.
- : Écully, France
- : Deuil-la-Barre, France
- : Sal, Cap-Vert

## Démographie
| 1801  | 1849  | 1900   | 1930   | 1960   | 1981   | 1991   | 2000   | 2001   |
| ----- | ----- | ------ | ------ | ------ | ------ | ------ | ------ | ------ |
| 3 366 | 6 481 | 12 154 | 17 049 | 22 927 | 21 245 | 21 596 | 23 265 | 23 239 |

| 2002   | 2003   | 2004   | 2005   | 2006   | 2007   | 2011   | - | - |
| ------ | ------ | ------ | ------ | ------ | ------ | ------ | - | - |
| 23 894 | 24 282 | 24 601 | 24 863 | 25 157 | 25 377 | 25 735 | - | - |

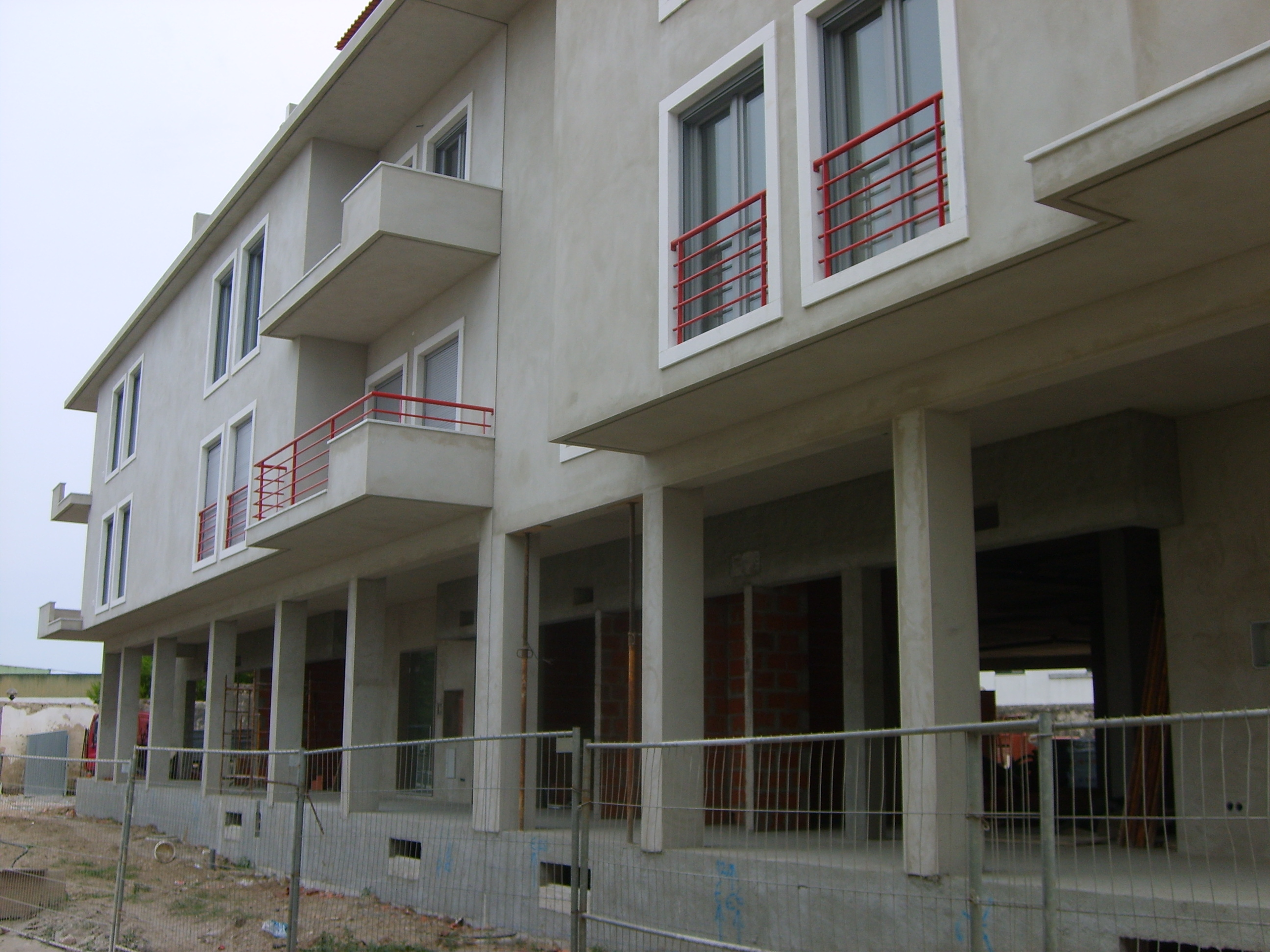
Construction en centre-ville (2008)

Les habitants de la municipalité de Lourinhã sont les Lourinhanense. Au recensement de 1801, la municipalité de Lourinhã était composée de 3 366 habitants. En 2001, la population de la municipalité était de 23 265 habitants, il y a eu une évolution de + 7,7 % face à 1991.
Le taux de natalité de la municipalité est de 10,1 %, il est légèrement inférieur à celui de la région de l'Ouest qui elle enregistre une moyenne de 10,7 %. Le taux de mortalité est de 11,6 %, ce qui est plus élevée que le taux de natalité. L'accroissement naturel de la population est négatif de 1,5 %. 
La population de la municipalité de Lourinhã est répartie de cette manière : 
- 15,2 % les jeunes de moins de 14 ans ;
- 12,9 % les personnes de 15 à 24 ans ;
- 55,1 % les personnes de 25 à 64 ans ;
- 16,7 % les personnes de plus de 65 ans.

Le taux de chômage était de 5,5 % dans la municipalité en 2001, il était de 5 % en 1991, c'est donc une hausse du chômage en 10 ans.
Dans la municipalité, les secteurs économiques sont divisés de cette manière :
- Secteur primaire : 18,9 % ;
- Secteur secondaire : 31,9 % ;
- Secteur tertiaire : 49,1 %.

La municipalité possède 130 logements sociaux. Ses habitations sont réservées pour les personnes en difficulté. Depuis quelques années, la municipalité est témoin d'une vague d'immigration, principalement des pays de l'Europe de l'Est, de l'Afrique portugaise ainsi que de la Chine. 
Les immigrés venus de Chine ont ouvert quelques restaurants et des boutiques, celles-ci se concentrent toutes dans la freguesia de Lourinhã et ces boutiques se comptent par dizaines.
Évolution démographique entre 1801 et 2011 :
Dans la municipalité de Lourinhã, le secteur de la construction civile est important. Depuis le début des 2000, le centre-ville de Lourinhã ainsi que sa périphérie sont de plus en plus urbanisée. Une autre freguesia, celle de São Bartolomeu dos Galegos, est aussi en accroissement urbain, des logements sociaux ainsi que des résidences furent construites.

### Freguesias de Lourinhã
La municipalité de Lourinhã est divisée en 11 freguesias :
- Atalaia avec 1 555 habitants ;
- Lourinhã avec 8 797 habitants ;
- Marteleira avec 1 538 habitants ;
- Miragaia avec 1 670 habitants ;
- Moita dos Ferreiros avec 1 740 habitants ;
- Moledo avec 425 habitants ;
- Reguengo Grande avec 1 562 habitants ;
- Ville de Ribamar avec 2 080 habitants ;
- Santa Bárbara avec 1 414 habitants ;
- São Bartolomeu dos Galegos avec 1 041 habitants ;
- Vimeiro avec 1 443 habitants.

Au total la municipalité de Lourinhã compte 25 735 habitants. La freguesia de Lourinhã est celle qui compte le plus d'habitants, avec une population d'environ 9 000 habitants et la freguesia qui compte le moins d'habitants est celle de Moledo avec une population qui est d'environ 500 habitants.
Les freguesias de São Bartolomeu dos Galegos, Lourinhã et la ville de Ribamar sont celles qui comptent beaucoup de constructions immobilières. São Bartolomeu dos Galegos voit sa population augmenter depuis quelque temps, des résidences furent construites et l'école de la freguesia fut agrandie et complétée par un jardin d'enfants.

## Tourisme
- Praia de Areal
- Praia da Areia Branca
- Praia do Caniçal
- Praia de Paimogo
- Praia de Vale Frades
- Praia de Porto das Barcas
- Praia da Peralta
- Praia de Porto Dinheiro

## Culture

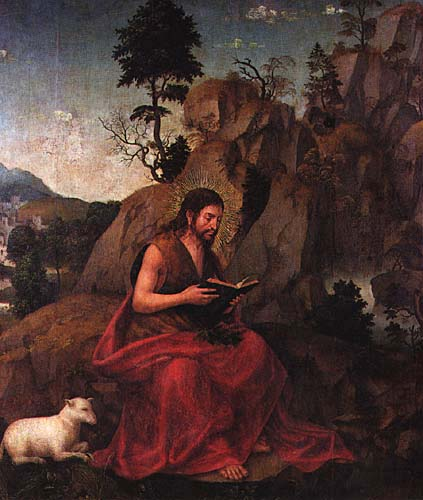
Maître de Lourinhã, Saint Jean Baptiste, vers 1515, Santa Casa da Misericórdia.

Le Maître de Lourinhã est un peintre anonyme du début du XVIe siècle qui doit son nom de convention à deux tableaux conservés à la Santa Casa da Misericórdia de Lourinhã .